# San Marino (by)
San Marino (italiensk: Città di San Marino) er hovedstad i republikken San Marino. Byen har 4.040(2018) indbyggere og er landets tredjestørste by. Byen ligger strategisk placeret på vestskråningen af San Marinos højeste bjerg Monte Titano.

## Historie
Byen San Marino blev grundlagt af stenhuggeren Marino, der var konverteret til kristendommen. Sammen med andre kristne flygtede han fra kejser Diocletians forfølgelser i 301, og gruppen søgte tilflugt på Monte Titanos skråninger. Her grundlagde de et samfund, der efterhånden blev til en stat, der blev opkaldt efter grundlæggeren, der efterfølgende blev helgenkåret. Byen var derpå i lang tid tilflugtssted for andre kristne, der flygtede fra de romerske forfølgelser. Dermed blev byen den ældste republik i Europa, idet territoriet San Marino på den tid svarede til byen.
Bykernen blev omkranset og beskyttet af tre tårne. Den første, Guaita, blev opført i det 11. århundrede og havde ry for at være umulig at komme forbi, hvilket medførte et stærkt begrænset antal angreb på byen. I forbindelse med korstogene blev det nødvendigt at opføre et nyt tårn, Cesta, i det 13. århundrede. Forsvarssystemet stod færdigt med opførelsen af det tredje tårn, Montale, i det 14. århundrede. Montale var det mindste af de tre og blev placeret på Monte Titanos tilbageværende top.
San Marino blev oprindeligt styret af et råd med overhovederne fra byens familier. Efter det romerske riges sammenbrud fik byen som andre italienske byer øget selvstyre, og for San Marino lykkedes det at bevare dette selvstyre til nutiden. Efterhånden som befolkningstallet steg, blev landet udvidet med nogle få kilometer omkring byen. Det har aldrig været sanmarinesisk politik at invadere eller gå i krig for at udvide sit territorium, så derfor skete udvidelsen på andre måder. Den vigtigste udvidelse skete i det 15. århundrede, hvor San Marino stod på sejrherrens side i en strid mellem Urbino og Rimini. Belønningen blev tildelingen af byerne Serravalle, Fiorentino og Montegiardino. Landet blev udvidet til at omfatte de i alt ti castello (byer), som nu udgør landet.

## Geografi
Byen San Marino ligger nogenlunde midt i landet på siden af bjerget Monte Titano, der er 749 m højt (landets højeste punkt). Byen og landet ligger i det nordligste af det område, der har subtropisk klima, og middeltemperaturen ligger mellem 1 °C (januar) og 27 °C (juli). November er den mest nedbørsrige måned med 140 mm i gennemsnit, mens juli er mindst nedbørsrig med gennemsnitlig 66 mm.

### Demografi
Byen og landet har en italiensktalende befolkning, men i nyere tid er der sket en mindre indvandring af unge kvinder fra Østeuropa, idet en del ældre sanmarinesiske mænd har fået hushjælp fra blandt andet Albanien og Rumænien. Kvinderne kan håbe på giftermål og dermed sanmarinesisk statsborgerskab. Den mest dominerende udenlandske befolkningsgruppe er dog italienere.
Stort set alle indbyggere tilhører den romersk-katolske tro.

## Politik og administration
San Marino er hovedby i den administrative del af landet kaldet Castello di San Marino Città (en af de ni sanmarinesiske castelli), som dækker et areal af 7,09 km², og den historiske del af byen er rammen for mange af landets politiske institutioner. Dette landsafsnit ledes af en komité på 9 medlemmer, hvilket er et udtryk for San Marinos høje befolkningstal, samt en Capitano di Castello (slotskaptajn), der står i spidsen for komitéen. Ved valget i 2003 var der 3.424 stemmeberettigede, hvoraf den deltagende vælgerskare var på 1.778 personer.

## Økonomi
San Marino by har traditionelt haft en økonomi baseret på håndværk, herunder kunsthåndværk som billedskæring. Nu om stunder er turisme en betydelig indtægtskilde, mens en mindre landbrugsproduktion med blandt andet vinavl er for nedadgående.
Byen besøges årligt af mere end tre millioner turister, heraf 85% italienere. Det har givet stort fokus på erhverv til betjening heraf, ikke mindst handel i bred forstand, idet der er mere end tusind butikker i byen. En speciel attraktion er salg af frimærker og mønter (scudoen). Turister nyder godt af, at varesalg ikke er pålagt moms, og priserne er dermed ca. 15% under de tilsvarende i det omkringliggende Italien.
Økonomien er stærkt knyttet til Italiens, der aftager langt størstedelen af landets eksport, og møntenheden er således euro.

## Transport
San Marino har ingen lufthavne, og de nærmeste lufthavne findes i Rimini, Bologna og Ancona i Italien. Byen ligger ikke ved havet eller sejlbare vandløb, og der er ikke jernbaner i landet. Der findes en svævebane, Funivia San Marino, på 1,5 km mellem San Marino by og nabobyen Borgo Maggiore.
Der er busforbindelse til Rimini med flere daglige afgange. Derudover kan man køre i bil m.m. til byen, men bilkørsel i selve byen er ikke tilladt. Der er derfor anlagt en række parkeringspladser uden for byens mure. San Marino by er til gengæld ikke større, end man nemt kan komme rundt til fods i de lange brolagte gader.

## Uddannelse
Landet og byen er ikke stor nok til at rumme uddannelsesinstitutioner i større omfang, men det internationalt orienterede Scuola Superiore di Studi Storici udgør dog en undtagelse. Der er tale om et anerkendt center for studier og forskning i historie, der omfatter et treårigt studie, der munder ud i et doktorat. Skolen er kendt for et tværfagligt syn på historie, og dette tiltrækker undervisere og studerende fra hele Europa.

## Attraktioner
- Regeringspaladset er opført i gotisk stil i 1894. Uden for denne kan man hver halve time overvære vagtskiftet.
- Basilica de San Marino stammer fra det 19. århundrede, men er opført på stedet, hvor en meget ældre kirke tidligere lå. Kirken er hjemsted for en urne med resterne af Sankt Marinus samt et monument med en del af hans kranium. Desuden kan man se en statue af helgenen skabt af Adamo Tavolini.
- Chiesetta di San Pietro ligger umiddelbart ved siden af basilikaen og stammer fra det 16. århundrede.
- To af de tre vagttårne, Guaita og Cesta, har offentlig adgang, mens Montale kun kan beses udefra.
- Nationalmuseet rummer arkæologiske og kunstneriske minder om landet.

## Kultur

### Institutioner
I San Marino findes Titanoteatret med 300 pladser i en gammel velholdt bygning, hvor teatergruppen "Il Piccolo Teatro Arnaldo Martelli" er hjemmehørende. Desuden findes Turismoteatret, der er mere moderne, og som har en udendørs amfiscene med en tilskuerkapacitet på op til 750 personer. Dette bruges dog primært til kongresser.
Der findes en biograf i byen, og endvidere er der et akvarium og flere museer (blandt andet et bilmuseum helliget Ferrari og Fiat Abarth, et voksmuseum samt et kuriosummuseum).

### Arrangementer
- Landets uafhængighedsdag fejres sammen med Sankt Agata 5. februar. Store dele af festlighederne finder sted i San Marino by med parade, procession fra Borgo Maggiore til hovedstaden, gudstjeneste, og dagen sluttes med festforestilling i Titanoteatret.
- Hvert halve år afholdes i byen festligheder ved indsættelsen af landets to statsledere. Det foregår henholdsvis 1. april og 1. oktober.
- De årlige festligheder for landets milits foregår 25. marts med parader.
- 3. september er Sankt Marinus' festdag, og den indledes messe i basilikaen efterfulgt af en procession med hans relikter. Senere bliver festlighederne mere afslappede, og der afholdes turnering med armbrøst, koncert med militærorkester, og det hele afsluttes med fyrværkeri.
- I juli afholdes en årlig middelalderfestival baseret på italienske skikke. Der serveres middelaldermad i restauranter og afholdes middelalderinspirerede forestillinger på byens torve og gader.

### Sport
- Der afholdes en årligt tilbagevendende ATP Challenger Tour tennisturnering i byen med deltagelse af spillere fra hele Europa. Turneringen arrangeres af byens tennisklub, San Marino Tennis Club

- Byens fodboldhold er S.S. Murata, der spiller i Girone B, den ene af de to sanmarinesiske fodboldrækker, og klubben er national mester fra 2006 og 2007. Klubben har også forsøgt at kvalificere sig til UEFA Champions League i 2007, men blev elimineret i første runde af finske Tampere United.

- T & A San Marino er et professionelt baseballhold, der er i den europæiske elite. Holdet spiller i den bedste italienske række og har en enkelt gang (2006) vundet Europa Cuppen i baseball.

- Endvidere kan det nævnes, at den olympiske flamme har passeret byen på vejen til vinter-OL 2006 i Torino.